# نيكولاس فوكس
نيكولاس فوكس (بالإسبانية: Nicolás Fuchs)‏ مواليد 10 أغسطس 1982، هو سائق راليات بيروفي. بدأ مسيرته في سنة 2009. كان أول رالي له هو رالي الأرجنتين 2009. شارك في بطولة العالم للراليات.

## روابط خارجية
- نيكولاس فوكس على موقع Rallye-info.com (الإنجليزية)
- نيكولاس فوكس على موقع eWRC-results.com (الإنجليزية)